# Gonarthrus natalensis
Gonarthrus natalensis är en tvåvingeart som beskrevs av Hesse 1938. Gonarthrus natalensis ingår i släktet Gonarthrus och familjen svävflugor. Inga underarter finns listade i Catalogue of Life.